# Mierenegels
Mierenegels (Tachyglossidae) vormen een familie van cloacadieren die voorkomt in Australië en Nieuw-Guinea. Het is de enige familie in de onderorde Tachyglossa. De familie bevat twee geslachten en vier levende soorten: de (gewone) mierenegel (Tachyglossus aculeatus) en de drie soorten vachtegels (Zaglossus) uit Nieuw-Guinea. Samen met het nauw verwante vogelbekdier zijn de mierenegels de enige eierleggende zoogdieren.

## Kenmerken
Mierenegels zijn niet nauw verwant aan egels. Net als bij egels is het lichaam van mierenegels bedekt met stekels, waartussen een ruwe vacht groeit. De kop, poten, buikzijde en het korte staartje hebben geen stekels, maar zijn behaard. De gewone mierenegel heeft grote, dikke stekels. De vachtegels hebben daarentegen kortere stekels, die voor een groot deel verborgen in de vacht liggen. De stekels bestaan uit enkele haren, die verankerd liggen in een dikke spierlaag in de huid, de panniculus carnosus.
De ogen zijn klein en puilen uit. Waarschijnlijk is hun zicht slecht ontwikkeld. Het gehoor en de reukzin zijn beter ontwikkeld. De gehooropeningen zijn grote verticale spleten die vlak achter de ogen liggen. De snuit is kaal, lang, smal en rond en bevat geen tanden. Aan het uiteinde bevindt zich het kleine mondje en de relatief grote neusgaten. Bij vachtegels is de snuit veel langer dan bij de gewone mierenegel. Net als een miereneter heeft de mierenegel een lange, dunne en zeer flexibele tong, die bedekt is met een plakkerige substantie, afgescheiden door de grote speekselklieren. De tong kan een heel eind uit de snuit gestoken worden om insecten op te likken.
Mierenegels hebben krachtige graafklauwen aan de voorpoten, waarmee ze in harde grond kunnen graven. Mannetjes zijn van vrouwtjes te onderscheiden doordat ze groter zijn en bovendien een hoornig spoor aan de enkel van de achterpoten hebben. Deze sporen zijn niet giftig, zoals bij het mannetje van het vogelbekdier wel het geval is, de gifklieren zijn gedegenereerd.

## Verspreiding en habitat
Mierenegels zijn typisch voor het Australaziatisch gebied. De mierenegel komt in vrijwel geheel Australië en Tasmanië voor, alsmede het zuidwesten van Nieuw-Guinea, in vrijwel ieder habitattype. De drie soorten vachtegels zijn beperkt tot de hooglandregenwouden van Nieuw-Guinea.

## Gedrag
Voor de verdediging vertrouwen de mierenegels op hun stekels, die zij bij gevaar recht overeind zetten. Bij gevaar rollen zij zich op, zoals een egel. Als de grond zacht genoeg is, graven zij zich snel in, tot enkel hun stekels nog zichtbaar zijn. Ook kunnen zij zich klem zetten in een rotsspleet of een holle boomstronk. Hierdoor kennen zij weinig natuurlijke vijanden. Soms jagen dingo's op gewonde mierenegels.
Mierenegels leven van ongewervelde bodemdieren, die zij zoeken tussen afgevallen bladeren of in kreupelhout. Vachtegels voeden zich voornamelijk met aardwormen, de gewone mierenegel met mieren en termieten. Net als een miereneter likken de mierenegels hun prooidieren op, die in de mond tussen tong en gehemelte worden platgedrukt.
Het vrouwtje heeft een buidel, die enkel in het paarseizoen zichtbaar is. Vlak voor het begin van het paarseizoen beginnen huidplooien aan beide zijden van de onderbuik te groeien, waardoor een onvolledige buidel ontstaat. De melkvelden bevinden zich aan de voorzijde van de buidel. In deze buidel legt het vrouwtje één ei, waar na tien dagen het jong uit kruipt met behulp van een eitand. Het jong blijft in de buidel tot de eerste stekels beginnen te groeien. De zoogtijd duurt tot zes maanden. Na verloop van tijd verdwijnt de buidel weer.
Mierenegels worden vrij oud voor een zoogdier van hun grootte: de oudst bekende leeftijd was een gewone mierenegel, die in de dierentuin van Philadelphia 49 jaar oud is geworden.

## Evolutie en taxonomie

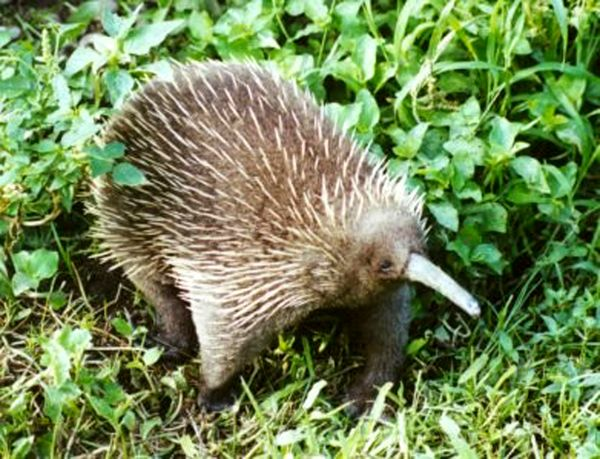
De gewone vachtegel (Zaglossus bruijni), een van de drie nog levende vachtegelsoorten.

Mierenegels zouden afstammen van amfibische cloacadieren waar ook het vogelbekdier van afstamt. Hun wegen scheidden tussen 19 en 48 miljoen jaar geleden.
De bekende fossiele soorten worden allen gerekend tot het geslacht der vachtegels, Zaglossus. Anders dan de huidige vachtegels zijn deze fossielen niet gevonden op Nieuw-Guinea, maar op verscheidene plaatsen in Australië. De oudst bekende fossiele soort, Zaglossus robustus, stamt uit het midden-Mioceen van New South Wales, 14 miljoen jaar geleden. Deze soort wordt soms samen met de latere Zaglossus ramsayi ingedeeld in een eigen geslacht, Megalibgwilia. Een soort uit het Pleistoceen van West-Australië, Zaglossus hacketti, was waarschijnlijk zo groot als een schaap.
- Familie: Tachyglossidae (Mierenegels) (4 soorten)
  - Geslacht: Tachyglossus (1 soort)
    -  Soort: Tachyglossus aculeatus (Mierenegel)

  -  Geslacht: Zaglossus (Vachtegels) (3 soorten)
    - Soort: Zaglossus attenboroughi
    - Soort: Zaglossus bartoni (Zwartharige vachtegel)
    - Soort: Zaglossus bruijni (Gewone vachtegel)
    - Soort: Zaglossus hacketti †
    - Soort: Zaglossus harrisoni †
    - Soort: Zaglossus owenii †
    - Soort: Zaglossus ramsayi †
    -  Soort: Zaglossus robustus †

## Relatie met de mens
De Papoea-volkeren van Nieuw-Guinea kennen verscheidene legendes over de mierenegels. Zo gelooft het Etoro-volk van de Southern Highlands dat vachtegels eigenlijk oudere boomkangoeroes zijn. Als een boomkangoeroe een bepaalde leeftijd bereikt, daalt hij af naar de grond en verandert in een vachtegel. De snuit van de vachtegel ontstaat uit de staart van de boomkangoeroe.
De mierenegel komt algemeen voor in Australië en Tasmanië en wordt niet bedreigd. De drie soorten vachtegels worden echter kritiek bedreigd. Ze worden door lokale volkeren als een delicatesse beschouwd en actief bejaagd. Verder wordt hun habitat vernietigd.